# Ričardas Gavelis
Œuvres principales
- Vilnius Poker (1989)
- Jauno žmogaus memuarai (1991)
- Paskutinioji žemės žmonių karta (1995)

Ričardas Gavelis est un écrivain lituanien né le 8 novembre 1950 à Vilnius et mort le 18 août 2002.

## Biographie

### Jeunesse
Gavelis naît le 8 novembre 1950 à Vilnius dans une famille de scientifiques, d'un père physicien et d'une mère mathématicienne.
En 1961, la famille déménage à Druskininkai, où Gavelis obtient son baccalauréat avec mention très bien. Il revient à Vilnius pour ses études supérieures et y reste jusqu’à sa mort. Il effectue des études en physique théorique puis travaille dans une chaire de sciences physiques et de mathématiques.
En 5 ans, il publie deux thèses ; ses découvertes dans le domaine des conducteurs électriques sont toujours d’actualité.

### L'écriture

#### AvantVilnius Poker
En 1978, Gavelis quitte l’Institut des sciences physiques et commence à collaborer dans un magazine de vulgarisation scientifique.
Cette période coïncide avec le début de son activité littéraire. De 1977 à 1981, durant les années de censure soviétique, Gavelis est occupé à écrire Vilnius Poker.

#### Vilnius Poker
Les débuts littéraires de Gavelis sont bien accueillis. Après la parution de ses deux recueils de nouvelles, Įsibrovėliai (littéralement : Les Intrus) et Nubaustieji (Les Condamnées), Gavelis est considéré comme l’instigateur d'une prose intellectuelle, qui rompt avec les traditions littéraires auxquelles est habitué le public lituanien.
En 1989, la censure est abolie ; le roman le plus célèbre de Gavelis, Vilnius Poker, paraît la même année.

#### AprèsVilnius Poker
Après la parution de son premier roman, un nouveau Gavelis paraît tous les deux ans.
En 1992, il participe au festival littéraire Les Belles Étrangères organisé aux Pays baltes.

### Décès
En 2002, Gavelis décède d'un « arrêt cardiaque d’origine indéterminée ». Son corps repose au cimetière d'Antakalnis à Vilnius.